# Holy Piby
Die Holy Piby ist ein Text des aus Anguilla stammenden Robert Athlyi Rogers, der als eine wichtige Grundlage der Rastafari-Religion gilt.

## Bedeutung für die Rastafari
Viele Rastafari glauben, dass Rogers’ Holy Piby der ersten Bibelfassung näher kommt als die (ihrer Ansicht nach von Weißen verfälschte) heutige englische Bibel, aber nicht unbedingt genau identisch mit dieser ist. Diese ursprüngliche Bibel wurde der Rastafari-Überlieferung nach auf Amharisch geschrieben.

“The true foundation of Rastafarianism is the Holy Piby, the Black Man’ Bible, compiled by Robert Athlyi Rogers of Anguilla from 1913 to 1917”

„Die wahre Grundlage des Rastafarianismus ist die Holy Piby, die des Schwarzen Mannes Bibel, die von Robert Athlyi Rogers aus Anguilla von 1913 bis 1917 zusammengestellt wurde“

## Geschichte
Die Holy Piby wurde von Rogers zwischen 1913 und 1917 verfasst und erstmals 1924 in den USA gedruckt.
Von dort wurden etliche Exemplare nach Südafrika verschifft, wo es durch Anhänger von Rogers unter den schwarzen Diamantenarbeitern von Kimberley zur Gründung der „Afro-Athlican Constructive Church“ kam. Die Kirche hielt die Äthiopier (im biblischen Sinne, also alle Schwarzafrikaner) für das auserwählte Volk Gottes (Äthiopismus).
Ebenfalls 1924 war das Manuskript in Panama von dem aus Barbados stammenden Priester Charles Goodridge entdeckt worden. Mit der aus Panama stammenden Grace Jenkins Garrison, deren Anhänger sie „The Comet“ nannten, gründete er 1925 in Jamaika einen Ableger der südafrikanischen Kirche, in Jamaika auch als „Hamitic Church“ registriert.
Die Zusammenkünfte der Kirche waren zunächst von Polizeibeobachtern als unpolitisch beschrieben worden, dennoch kam es nach Warnungen des britischen Gouverneurs zu polizeilichem Druck, und die Kirche zog sich in die abgelegenen Berge zurück.
Von hier aus beeinflusste die Kirche die in den 1930ern erfolgte Bildung der Rastafari-Bewegung, ebenso wie es der von den USA in sein Heimatland Jamaika ausgewiesene und von der Kirche als Prophet verehrte schwarze Nationalist und Pan-Afrikanist Marcus Garvey tat.

## Heutige Situation
Exemplare der Erstausgabe sind heute extrem selten anzutreffen und fehlen selbst in den meisten der weltgrößten Bibliotheken, zum Beispiel der Library of Congress. In den 1920er und 1930er Jahren war das Buch vielerorts verboten.